# Краснозобая казарка

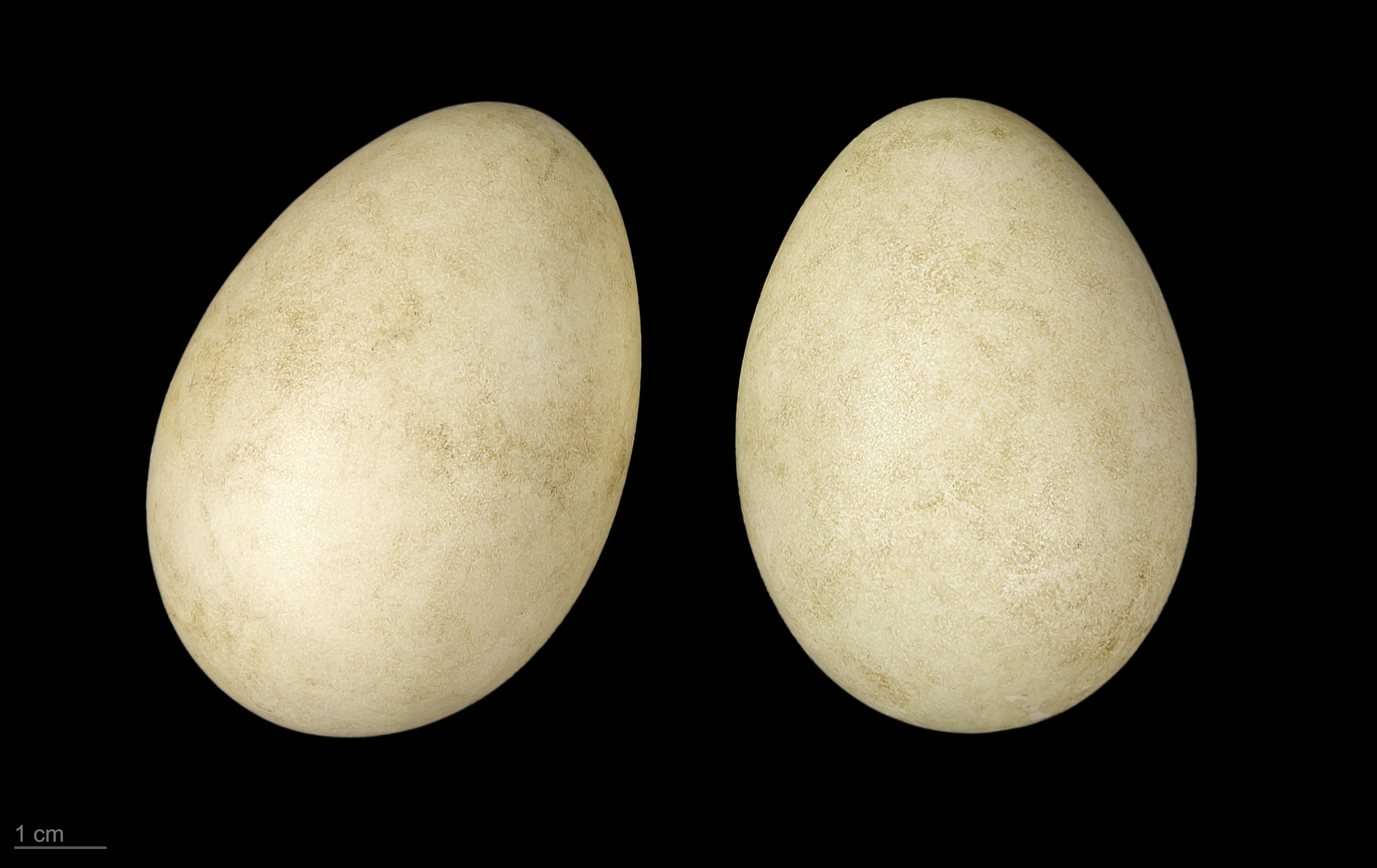
яйцо Branta ruficollis - Тулузский музей

Краснозо́бая каза́рка (лат. Branta ruficollis) — водоплавающая птица из семейства утиных. Внешним видом напоминает мелкого гуся с толстой шеей и коротким клювом. Окраска яркая и контрастная, сочетает в себе каштаново-рыжие, белые и чёрные тона. Редкий вид, гнездится в тундрах на территории России, главным образом на Таймыре и соседних с ним областях. Зимует в западном Причерноморье, южном Прикаспии. Питается растительными кормами — зелёными побегами трав, на зимовках и пролёте — вегетативными частями степных и солончаковых растений, эфемерными злаками, зерновыми озимыми культурами. Гнездится один раз в год в июне—июле, в кладке 3—9 яиц. Легко приручается и одомашнивается. Находится под охраной международной и региональных Красных книг, включён в ряд международных конвенций по охране природы. Охота на казарку повсеместно запрещена.

## Описание

### Внешний вид
Небольшая стройная казарка, похожая на мелкого гуся, очень подвижная и общительная. Её характерное поведение, отличное от типичных гусей и других видов казарок, хорошо описал выдающийся русский орнитолог Пётр Сушкин, в начале XX века наблюдавший птиц на пролёте в степях между Оренбургом и Соль-Илецком:

Полёт очень быстрый, напоминающий скорее красную утку. Стайки при остановке на пролёте всегда более суетливы, чем стаи других гусей. Часто приходится видеть, что другие гуси уже давно уселись и принялись за еду или успокоились, а краснозобые казарки всё ещё носятся туда и сюда, проделывая самые неожиданные повороты и вся стая то свёртывается клубком, то опять рассыпается, как это делают скворцы или ржанки. И при неясном свете краснозобую казарку легко отличить именно по этой живости движений, по быстрому полёту, и по характерной короткошейной фигуре.

Кроме того, птицы прекрасно плавают и ныряют в любом возрасте. Зимой и на пролёте казарки часто держатся стаями и останавливаются на отдых только с наступлением темноты. На воду опускаются и взлетают с громким гоготом. В сравнении с другими казарками краснозобая имеет недлинную, но толстую шею и очень короткий, маленький клюв. Общими размерами она сравнима с такими крупными утками, как огарь, немного уступая чёрной казарке. Длина тела 53—56 см, размах крыльев 116—135 см, масса 1—1,7 кг.
В оперении сочетание чёрных, белых и каштаново-красных (каштаново-рыжих) тонов, что среди гусеобразных птиц также делает краснозобую казарку легко узнаваемым видом. Особенно бросаются в глаза каштаново-рыжие участки оперения, окаймлённые тонкой белой полосой — щёки, зоб, передняя часть шеи и грудь. Лоб, темя, затылок, задняя сторона шеи, спина, крылья и хвост чёрные, кроме верхних кроющих хвоста, окрашенных в белый цвет. Рисунок головы дополняют тонкая чёрная полоса через глаз от темени к подбородку, а также белое каплевидное пятно между клювом и глазом. Передняя часть брюха чёрное, задняя, как и подхвостье, белая. На боках через всю длину туловища проходит широкая белая полоса, хорошо заметная даже с большого расстояния; ещё две поперечные полоски образованы светлыми каёмками кроющих крыла. Клюв и ноги чёрные, радужина тёмно-ореховая. Молодые птицы похожи на взрослых, но в целом более тусклые, с нечётким рисунком и менее развитым (иногда отсутствующим) каштановым пятном на щеках. Кроме того, на крыле молодых 3—5 светлых полос вместо двух у взрослых.

### Голос

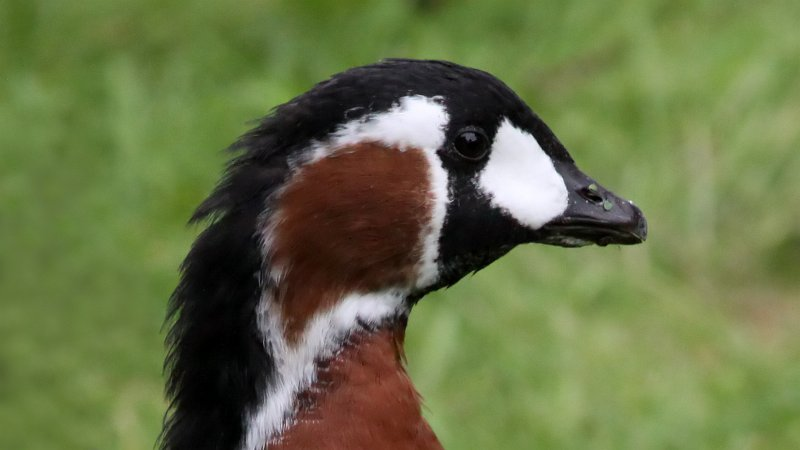
Голова крупным планом

Краснозобые казарки между собой чрезвычайно общительны, в частности при посадке на воду и взлёте издают громкие, слышные на большом расстоянии крики. Голос птицы определяют как звонкое двусложное гоготанье или низкое квохтанье, несколько напоминающий крики пискульки или белолобого гуся, но более резкое и со своеобразным «жестяным» оттенком — «гиввы, гиввы». Кроме того, птица издаёт характерное шипение.

## Распространение

### Гнездовой ареал

Краснозобая казарка на гербе Таймырского Долгано-Ненецкого района

Краснозобая казарка — эндемик России, гнездится на относительно небольшой площади в мохово-лишайниковых и кустарниковых тундрах от Ямала к востоку до западной окраины бассейна Хатанги (Хатангский залив и долина реки Попигай). Большая часть популяции, около 70 %, сосредоточена на полуострове Таймыр, главным образом в бассейнах рек Пясина и Верхняя Таймыра. На Гыдане и Ямале известно несколько небольших участков, в частности утки постоянно гнездятся на 20-километровом участке реки Юрибей в ста километрах к северу от озера Ярото, в бассейнах рек Гыда и Есяяха.

### Зимний ареал

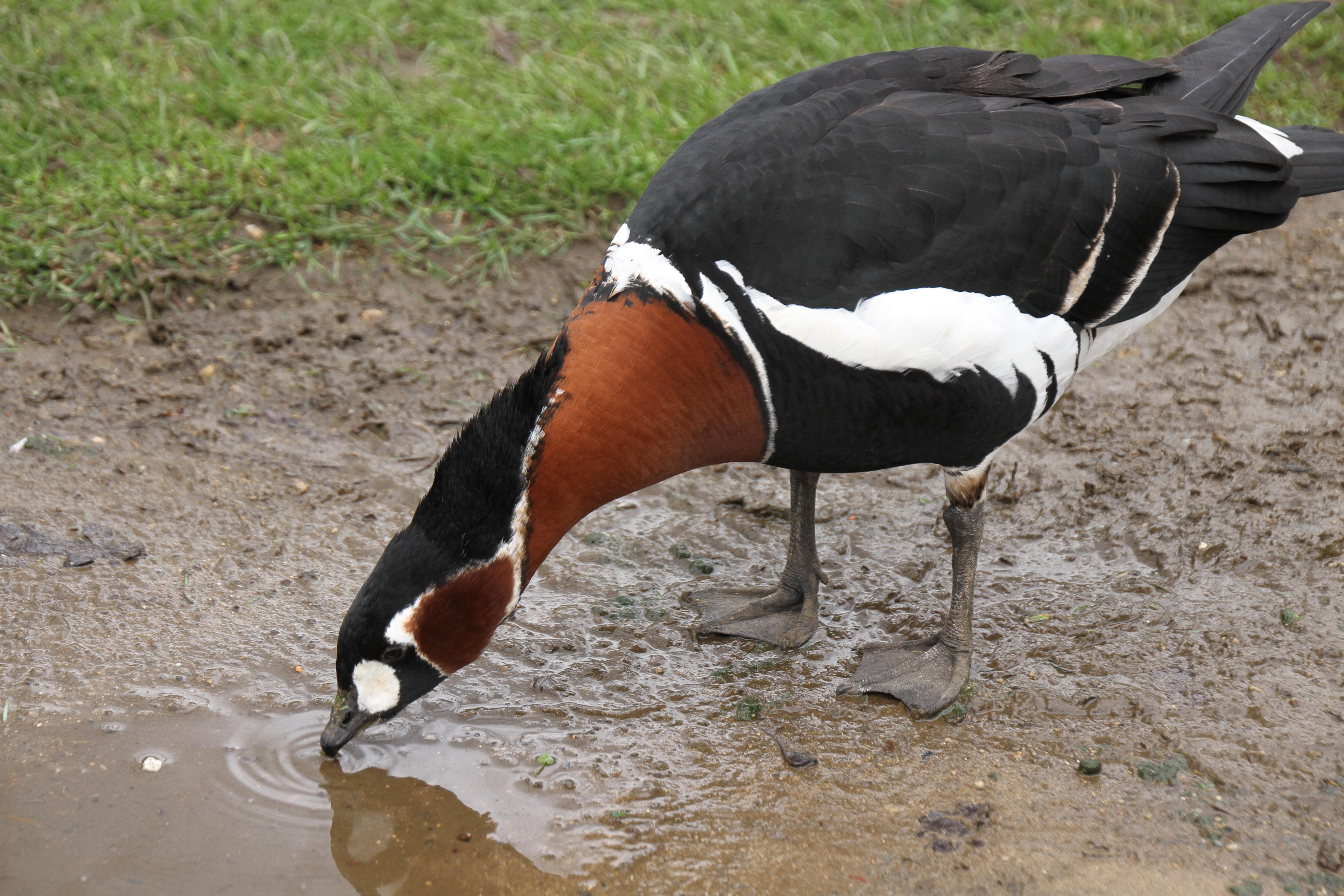
На водопое

Типичный перелётный вид. В настоящее время основные зимние станции находятся в северо-западном и западном Причерноморье: на Шабленском и Дуранкулашком озёрах в Болгарии, комплексе озёр и лагун Разелм и дельте Дуная в Румынии, исторической области Добруджа на территории обоих названных государств, в небольшом количестве в Греции. Однако массовые зимовки в этих местах были открыты относительно недавно, во второй половине XX века. До этого казарки массово перемещались на побережья южной части Каспийского моря — в Азербайджан, Туркменистан и Иран, а также на северные берега Персидского залива. По оценкам 1950-х годов, в прикаспийском регионе останавливалось до 60 тыс. птиц. Только на территории Кызылагачского заповедника в Азербайджане в 1967 году зимовало почти 24 тыс. особей, однако уже в следующем году был зарегистрирован значительный, до половины всей популяции, сдвиг в сторону Чёрного моря. В последние годы в Прикаспии наблюдают лишь единичные залёты этих птиц. Наконец, начиная с конца 1970-х годов небольшое число казарок стало зимовать на Дальнем Востоке в бассейне реки Янцзы в Китае. Предполагают, что особый подвид казарок, отличающийся деталями окраски, когда-то зимовал в дельте Нила — об этом говорят многочисленные изображения на древнеегипетских фресках.

### Миграции

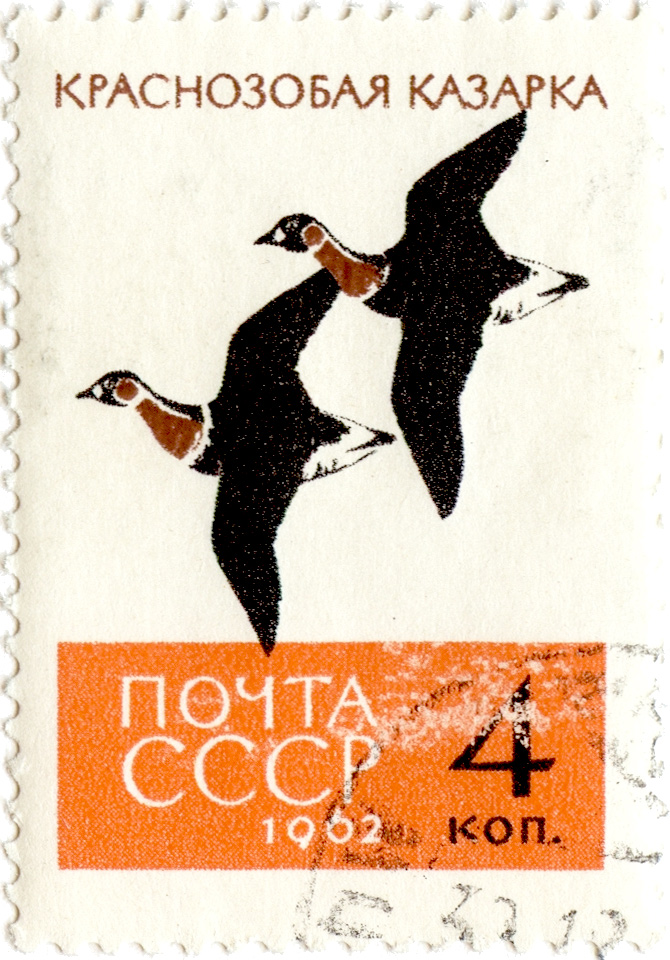
Краснозобая казарка. Почтовая марка СССР, 1962 г.

Весенняя миграция несколько позднее, чем у гусей; птицы занимают гнездовые участки в первой половине июня, когда на освободившихся от снега возвышенностях появляется молодая зелёная травка. На весеннем пролёте птицы держатся небольшими группами из 3—15 птиц и в отличие от гусей клинообразного строя не образуют. Основной маршрут миграции можно разделить на две части: с севера на юг и с востока на запад осенью и в обратном порядке весной. Первая часть проходит к востоку от Уральского хребта и привязана к долинам крупных рек, в первую очередь Оби и южнее Тобола, а также бассейны рек Пур и Надым, среднее течение Полуя, верховья Собтыёгана и Куновата. В северо-западном Казахстане происходит поворот в западном направлении, откуда казарки через степные и полупустынные районы Прикаспийской низменности и юго-восточной Украины достигают западных берегов Чёрного моря и Дуная. Наиболее важные остановки на кормёжку и отдых: разливы Оби в районе Полярного круга, пойма Оби севернее Ханты-Мансийска, лесостепь в долинах Тобола и Ишима, водораздел рек Убаган, Улькаяк и Иргиз в районе Казахского мелкосопочника, долина реки Маныч в Калмыкии, Ростовской области и Ставропольском крае. Массовый осенний отлёт во второй половине сентября.

### Места обитания
В гнездовой период населяет подзоны кустарниковых и типичных (мохово-лишайниковых) тундр (в ранних источниках также указывалась северная часть лесотундры). Отдаёт предпочтение наиболее сухим и возвышенным участкам недалеко от воды, часто с редкими посадками карликовой берёзы, ивы, иногда пучками сухого бурьяна. В частности, нередко селится на крутых обрывах по берегам рек и оврагов поблизости от гнёзд сапсана, мохноногого канюка или белой совы, реже на пологих скалистых островах возле колоний серебристых чаек или чаек-бургомистров. До второй половины XX века основным местом зимних стоянок служили открытые степные и солончаковые равнины; в аналогичных условиях останавливаются птицы и сейчас во время миграции. Начиная с конца 1960-х годов внегнездовыми биотопами служат преимущественно посевы зерновых культур и луговины озёр и заливов в западном Причерноморье. Днём птицы кормятся на суше, ночью для отдыха выбирают глухие заболоченные участки, водную гладь закрытых водоёмов вдали от берега и в случае безветрия даже акваторию моря.

## Питание

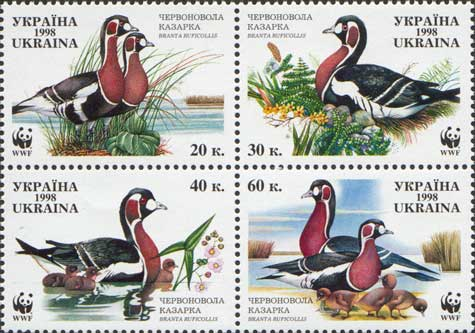
Почтовые марки Украины

Рацион достаточно ограниченный, как у других гусей и казарок, включает в себя только растительные корма. В период размножения питается листьями, побегами и корневищами различных трав, в том числе пушицы узколистной и Шейхцера, отдельными видами осоки и хвоща. На зимовках кормится на пастбищах, лужайках и полях, засеянных озимыми пшеницей, ячменём, кукурузой. В засушливых степных районах употребляет в пищу побеги, клубни и корневища эфемерных злаков, солероса, рдеста, семена подмаренника, луковицы черемши. Корм добывают на суше в светлое время суток. Иногда в середине дня птицы делают перерыв и удаляются на водопой на близлежащий водоём. Как правило, ночуют на воде, но иногда и в местах кормёжки.

## Размножение

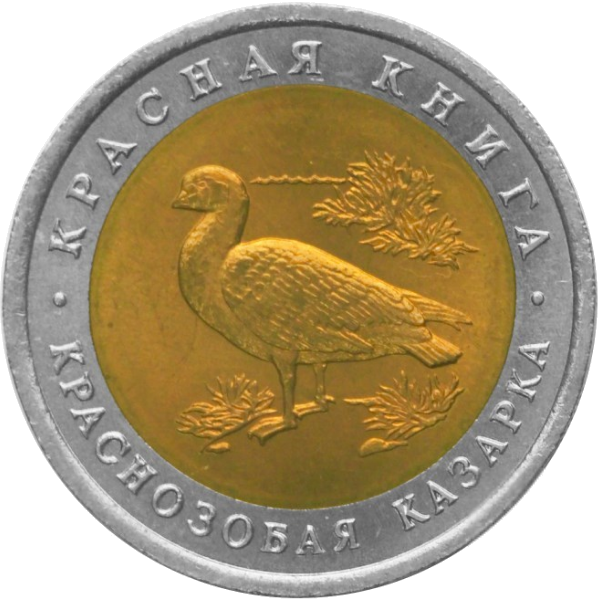
Памятная 10-рублёвая монета Банка России, 1992 год

Половая зрелость наступает в возрасте 3—4 лет, пары формируются в местах зимовки. Брачные игры включают в себя ритуальное погружение клюва в воду, выполняемое обеими птицами пары, и вертикальную позу самца, в которой он наезжает на самку. После копуляции казарки сильно расправляют крылья, распушают хвост и с криком вытягивают шею. Гнездятся парами или разрозненными колониями, состоящими из 4—5 пар, почти всегда на обрыве и под покровительством поселившейся по соседству хищной птицы, в первую очередь сапсана, или реже колонии крупных чаек. Такое соседство даёт дополнительную защиту от разоряющих гнёзда песцов, которые избегают охотиться вблизи пернатых хищников.
К постройке гнезда приступает сразу после прилёта. Гнездо открытое, обычно представляет собой углубление на относительно ровной площадке склона, заполненное сухими стебельками злаков и другой растительности, и густым слоем тёмно-бурого пуха. Обычно диаметр готового гнезда составляет около 20 см, глубина выемки 5—8 см. Готовая кладка содержит 3—9, чаще 5—7 яиц сливочно-белого цвета, иногда с зеленоватым оттенком. Размеры яиц: (63—73)х(41—48) мм. Насиживает самка 23—25 суток, в то время как самец находится неподалёку на воде или берегу. Реакция на приближение к гнезду человека неоднозначна: одни птицы подпускают его вплотную и даже позволяют потрогать, другие сходят с гнезда при приближении на расстояние нескольких шагов, третьи покидают кладку загодя при первых же тревожных криках сапсана. Пуховые птенцы появляются на свет во второй половине июля, когда у взрослых птиц наступает период послебрачной линьки. Оба родителя ведут выводок на сырые травянистые лужайки, где держатся до подъёма на крыло в последней декаде августа. Нередко выводки объединяются и становятся больше похожими на «детский сад», в котором большую группу птенцов охраняют несколько старых птиц.

## Экология и охрана

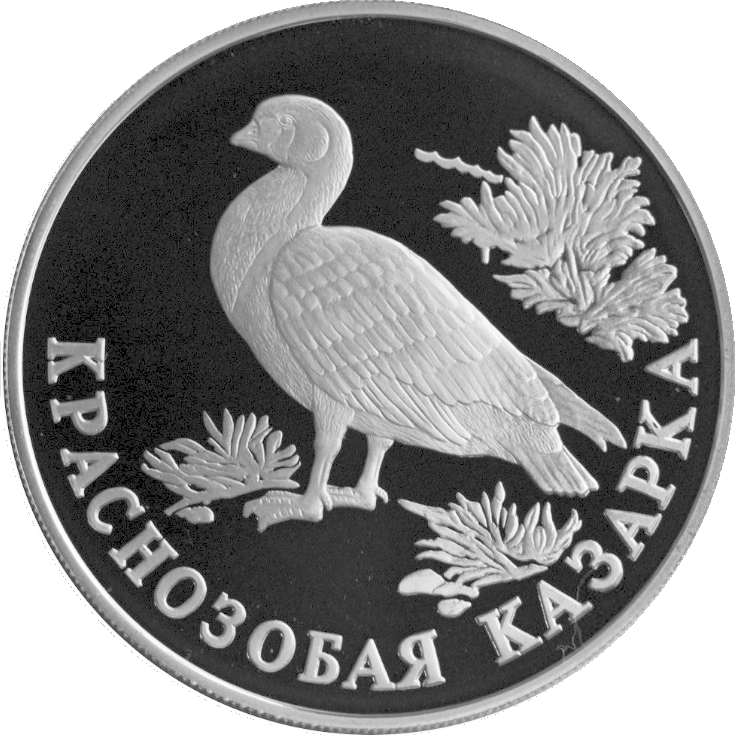
Краснозобая казарка. Монета Банка России — Серия: «Красная книга», серебро, 1 рубль, 1994 год

В Международной Красной книге краснозобая казарка имеет статус вида, которому угрожает опасность полного исчезновения (категория EN). Этот статус был присвоен вследствие резкого снижения численности птицы во второй половине XX века: только за 20 лет с середины 1950-х по середину 1970-х она снизилась с примерно 50 тыс. до 22—27 тыс. половозрелых особей, то есть более чем на 40 %. К настоящему времени она несколько стабилизировалась и оценивается в районе 37 тыс. половозрелых особей.
Называют несколько основных причин падения численности казарок, имеющих как природный, так и антропогенный характер. В российских источниках одной из главных таких причин называют промышленное освоение российского Севера, в том числе освоение месторождений нефти и газа, интенсификацию рыболовства, интенсивное использование гидросамолётов, моторных лодок и другой техники. Источники указывают, что уменьшение факторов беспокойства в конце 1980-х годов благотворно сказалось на общей численности птиц. Другой немаловажный фактор связан с интенсивным гражданским строительством и развитием туризма в основных местах зимовок и отдыха в период миграции, которые привели к существенному ухудшению кормовых качеств биотопов, и в ряде случаев к их исчезновению. Этому также способствовало перераспределение посевных площадей с пшеницы на другие, более доходные, зерновые и энергетические культуры, а также вывод земель из сельскохозяйственного оборота. Длительное время пролётные казарки значительно страдали от браконьеров, особенно с учётом их большей доверчивости по отношению к присутствию человека в сравнении с гусями и многими утками. Одно время практиковался отлов казарок для коллекций зоопарков, что также негативно сказалось на численности их популяции.
Ряд причин депрессии не связаны с деятельностью человека либо эта связь опосредованная. Сокращение популяции леммингов в прошлые годы сказались на кормовом поведении песцов, компенсировавших их недостаток за счёт птичьих гнёзд, включая гнёзда краснозобых казарок. С большим уроном со стороны четвероногих хищников также совпало глобальное уменьшение численности сапсанов, возле гнёзд которых обычно селятся казарки. В будущем на условия обитания многих северных видов может значительно повлиять глобальное потепление: компьютерное моделирование показывает 67-процентное сокращение площадей тундр к 2070 году.
Помимо Красной книги Международного союза охраны природы, краснозобая казарка охраняется рядом международных соглашений, в частности она включена в Приложение II Конвенции СИТЕС (запрет на торговлю), Приложение II Боннской Конвенции, Приложение II Бернской Конвенции, Европейский Красный список. В Красной книге России казарка имеет статус редкого вида (III категория). Часть традиционных гнездовых территорий и мест отдыха находятся в границах природоохранных зон: Таймырского заповедника, федеральных заказников Пуринский, Куноватский, Елизаровский, Белозерский и Маныч-Гудило, ряде заказников местного значения.